# Bábszínház

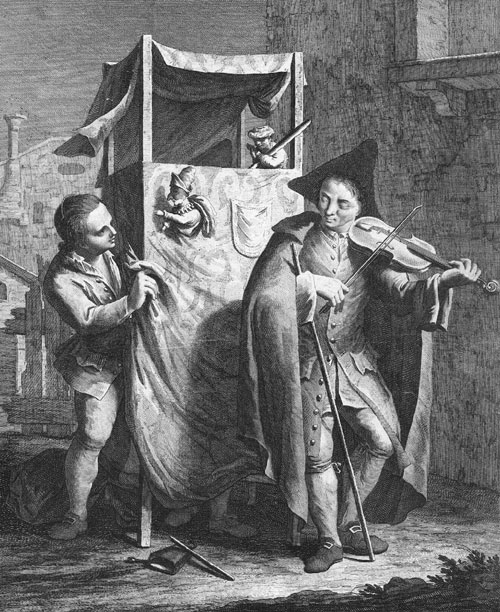
Bábszínház, 1770 körüli ábrázolás

A bábszínház vagy bábjáték a színjátszás egyik legősibb formája, amelyet minden kor új hagyományokkal gazdagított. Az előadások eszközei, a bábok is nagy változatosságot mutatnak.

## Története
Afrikában, Kínában és Indiában már nagyon régen is bábokkal elevenítették meg a különböző mondákat és vallási történeteket. Az indiai bábjátékok, melyeknek létezésükről már az i. e. 1. évezred előttről származó Mahábhárata eposz is tudósít, és későbbi változatai, a Rámájanát dolgozták fel (ramikák, Ráma-játék), vagy az indonéz szigetvilágban ma is élő wayang (mindkettőnél pálcás bábokat használtak). Régi, európai játék, a betlehemi játék, egyik főszereplőjéről, Máriáról kapta a nevét a marionett is. A reneszánsz korban kezdett elkülönülni a népi és az udvari bábszínház. A népi bábjátszás (betlehemezés, bábtáncoltatás) mellett egyik fő forma a vásári bábjáték. 
A 18. századi Japánban Bunraku-bábokkal játszották el a történeteket, amiket egy mesélő adott elő, aki a színpad szélén, egy magaslaton ült. 

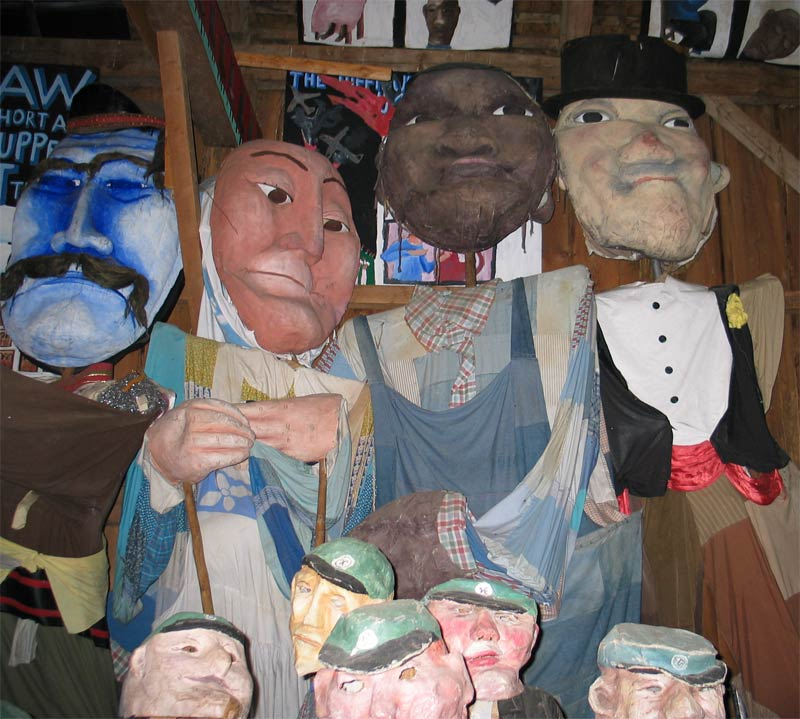
Elhasználódott bábok a múzeumban, Bread & Puppet Museum, Glover, Vermont

Az évszázadok során szinte minden nemzet megteremtette a maga jellegzetes bábfiguráját. Pulcinella (olasz), Polichinelle, Punch (francia és angol), Pickelhering (észak-német), Kasperl (délnémet), Hanswurst (osztrák), Petruska (orosz), Kasparek (cseh), Kargöz (török) stb. A bábjátszás hagyományos magyarországi alakjai Vitéz László és Paprikajancsi.
Az udvari bábjáték a korabeli divatos műfajok szerint jelenített meg történeteket, gazdag díszlet között, pompás bábokkal. A bábjáték két fajtájából alakult ki a bábszínház elődje, amely főként a 19. században volt népszerű: a német Papa (Joseph) Smied bábszínháza vagy az olasz Teatrino Rissone már darabokat rendelt, tekintélyes társulatuk, díszlet és kelléktáruk volt. A. Jarry bábdarabokat írt Übü-történetek címmel, az első bemutató (1888) valóságos bábszínházi forradalom lett. Richard Teschner osztrák, Iván és Nyina Effimov, Alexandra Exter orosz képzőművészek megújították a régi figurákat, új technikákat, új anyagokat kerestek. A bábszínház lehetőségei azóta is gyarapodnak, népszerűsége azonban a 20-as és a 30-as évektől egyre csökkent. Napjainkban legtöbbször gyerekközönsége van, nekik tartanak előadásokat.
1949-ben a magyar bábjátszás hagyományainak őrzésére alakult az Állami Bábszínház. Szilágyi Dezső, Koós Iván, Kemény Henrik, Bródy Vera stb. több sikeres produkciót is színpadra állított.

## Erdélyi bábszínházak
A magyar bábelőadások legnépszerűbb magyar szereplői voltak Vitéz László, majd Paprika Jancsi. Erdélyben utoljára Sebestyén Lajos vándorbábos szerepelt vásárokon, búcsúkon és iskolákban 1915-től 1949-ig, műsorán 1935-ben Kacsóh Pongrác daljátékának, a János Vitéznek bábváltozata, 1942-től a Ludas Matyi is előfordult.
Állandó előadóteremmel rendelkező magyar bábszínházak közül a marosvásárhelyi 1949-ben, a kolozsvári és nagyváradi 1950-ben alakult, mindhárom román tagozattal karöltve működött. Felnőtteknek való műsoraik közül emlékezetesebbek: Bajor Andor paródiáinak (Meghasadt szívek, Paródiák) és színműveknek, így Molière Botcsinálta doktor, Carlo Gozzi Szarvaskirály, García Lorca Don Cristobal, Mészöly Miklós Moment, Antonin Wolf Kecafán vagy Hacafán, Balázs Béla A halász és a hold ezüstje, Karinthy Frigyes A bűvös szék és Csokonai Vitéz Mihály Karnyóné c. darabjainak előadásai. Sajátos pedagógiai feladatoknak is megfelelő gyermekműsoraikon a klasszikus magyar irodalom és mesekincs feldolgozásai: Ludas Matyi, János Vitéz, Toldi, Rózsa és Ibolya, Háry János, Elek apó meséi, 1973-ban Tamási Áron Szegény ördöge mellett a korabeli írók eredeti alkotásai, többek között Bajor Andor Aranyszőrű bárányok, Bálint Tibor Robot Robi, Bede Olga Mesél az erdő, Kemény János Gyáva nyulacska, Kovács Nemere Csodafazék, Majtényi Erik Karcsi a cirkuszban, Marton Lili Télapó a betűk országában, Méhes György Kolozsvártól a Déli-sarkig, Palocsay Zsigmond Lepkeszárnyon és Aki búsul, megöregszik, Veress Zoltán Tóbiás és Kelemen és Irgum-burgum Benedek c. gyermekdarabjai szerepeltek. Maguk a bábosok dolgozták föl Vörösmarty Mihálytól a Csongor és Tündét, Móricz Zsigmond állatmeséit és Fodor Sándor Csipike-történeteit. Több író a bábszínpad megkívánta átdolgozásra maga vállalkozott, így Fodor Sándor, Hajdu Zoltán, Páskándi Géza, Sütő András, Szilágyi Domokos.
Eredeti alkotásokkal tűnt fel Kovács Ildikó, a kolozsvári bábszínház rendezője (Lusta kismozdony, Cini Samu egér kalandjai), a bábszínészek közül Péter János, Koblicska Kálmán, Sigmond Júlia, Balló Zoltán, a díszlettervező Botár Edit. A nagyváradi bábszínház művészei közül Szele Vera rendezései, Seres Lajos és Kovács György eredeti darabjai és fordításai, Dankó János több mint 60 előadáshoz szerzett zenéje emelendők ki.
Szoros kapcsolatot tartott a bábművészet a zenével; Kolozsvárt zenei oktató műsorok (Bach, Mozart, Schumann, Bartók) s a Csinn-bumm Zeneországban, Nagyváradon pedig Pergolesi (La serva padrona), Richard Strauss (Till Eulenspiegel, Don Juan, Don Quijote), Prokofjev (Péterke és a farkas) műsorra tűzése révén. Csíky Boldizsár, Oláh Tibor, Orbán György, Szabó Csaba, Vermesy Péter szívesen komponálnak a bábszínpad számára is. Képzőművészek közül Ambrus Imre, Botár Edit, Bölöni Vilmos, Fux Pál, Haller József, Kádár Zoltán, Szabó Erzsébet, Szervátiusz Tibor vállalt alkotó együttműködést a bábszínházakkal. A romániai televízió magyar adásának megindulásával a magyar bábművészek új kapcsolatot teremtettek ifjú közönségükkel.

## Árnyjáték

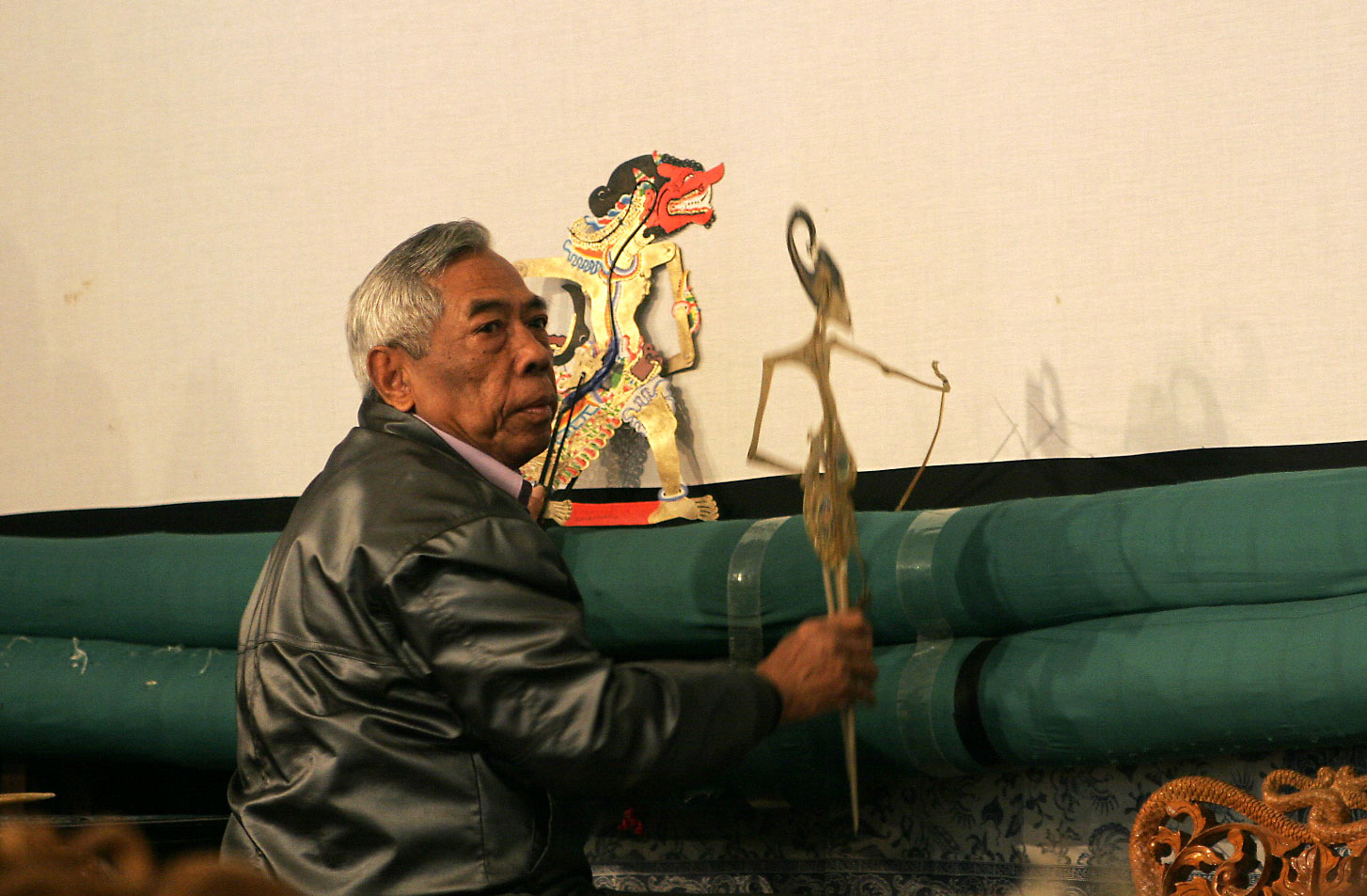
Indonéz Wayang árnyszínház

Ebben az ősi játékmódban a művész egy nagy vászon mögött tartja a bábot. A hátulról jövő fény árnyékot vet a vászonra, amelyet a nézők a másik oldalról láthatnak. A jávai bábok magasabbak egy méternél, karjukat alulról pálcákkal mozgatják. A bábok hagyományosan bivalybőrből készülnek, és harsány színekre festik őket: vörösre, kékre és aranysárgára.